# ماركوس روخو
فاوستينو ماركوس ألبيرتو روخو (بالإسبانية:Faustino Marcos Alberto Rojo) هو مدافع كرة قدم أرجنتيني يلعب لنادي بوكا جونيور الارجنتيني في الدوري دوري الدرجة الأولى الأرجنتيني بدأ مسيرته مع نادي إستوديانتيس دو لا بلاتا.
تألق الارجنتيني موسم 2016-2017 مع النادي الإنجليزي مانشستر يونايتد ، قدم موسما رائعا مع النادي الانجليزي الى ليلة 20 من ابريل سنة 2017 في مباراة ربع نهائي الدوري الأوروبي سقط الارجنتيني و اصيب إصابة خطيرة اواخر موسم 2017 مما ادى إلى خروجه من ارضية الملعب على نقالة ، صبيحة اليوم التالي اعلن نادي مانشستر يونايتد باصابة روخو بقطع كامل بالرباط الصليبي ، سيغيب روخو عن الملاعب 211 يوما اي سبعة اشهر ، سيفقد مركزه لاحقا .
يقترب كأس العالم سنة 2018 ، يعلن مدرب منتخب الأرجنتين لكرة القدم قائمة اللاعبين الذين سيتوجهون الى روسيا (البلد التي تم تنظيم فيها كأس العالم 2018) و من ضمن القائمة الارجنتيني روخو ، شارك في المباراة الاولى ضد منتخب آيسلندا و غاب عن المباراة الثانية بسبب تغيير المدرب الارجنتيني للخطة كاملة ضد منتخب كرواتيا و يخرجه المدرب من التشكيلة فتخرج الارجنتين بفضيحة من المباراة ، يعيده المدرب الى التشكيلة في المباراة المصيرية ضد منتخب نيجيريا ، قبل المباراة يخبر روخو زميله بالفريق إيفر بانيغا بأنه سيسجل هدفا بالمباراة ضد نيجيريا ، و بالفعل تنشق منطقة الجزاء بالهدف القاتل من اللاعب الاعصر بقدمه اليمنى الذي انقذ الارجنتين.

## حياته المهنية
تربى ماركوس روخو في لابلاتا، الأرجنتين، وانضم إلى الفريق المحلي إستوديانتيس دي لا بلاتا في عمر العشر سنوات.

## مسيرته الكروية
لعب ماركوس روخو خلال مسيرته الاحترافية مع 4 أندية في ثلاثة عشر موسمًا وسجل خلالها 9 أهداف ضمن 177 مباراة. حيث فاز في موسم واحد بالكأس وفي موسم واحد بالدوري.
خاض ماركوس روخو مسيرته مع نادي إستوديانتيس دي لا بلاتا في موسم 2008–09 في المرة الأولى واستمر معه طيلة ثلاثة مواسم ثم في موسم 2019–20 لمدة موسم واحد، مشاركًا طوالها في 44 مباراة سجل خلالها 3 أهداف. ثم انتقل إلى نادي سبارتاك موسكو في موسم 2011–12 لمدة موسم واحد، حيث شارك في 8 مباريات ولم يسجل أي هدف. لينتقل بعدها إلى نادي سبورتينغ لشبونة في موسم 2012–13 ولمدة موسمين، مشاركًا في 49 مباراة سجل خلالها 5 أهداف. ثم انتقل إلى نادي مانشستر يونايتد في موسم 2014–15 ليلعب معه ستة مواسم، مشاركًا في 76 مباراة سجل خلالها هدفًا واحدًا.

## روابط خارجية
- ماركوس روخو على موقع الاتحاد الدولي (مؤرشف)  (الإنجليزية)
- ماركوس روخو على موقع الاتحاد الأوربي (الإنجليزية)
- ماركوس روخو على موقع قاعدة بيانات كرة القدم.إي يو (الإنجليزية)
- ماركوس روخو على موقع بيانات كرة القدم. دي إي (الألمانية)
- ماركوس روخو على موقع ليكيب (الفرنسية)
- ماركوس روخو على موقع ناشيونال فوتبول تيمز (الإنجليزية)
- ماركوس روخو على موقع Soccerbase.com (لاعب) (الإنجليزية)
- ماركوس روخو على موقع Soccerway.com (الإنجليزية)
- ماركوس روخو على موقع عالم كرة القدم.نت (الإنجليزية)
- ماركوس روخو على موقع AS.com (الإسبانية)